# Panamerikanische Spiele 2023/Racquetball
Bei den Panamerikanischen Spielen 2023 in der  chilenischen Hauptstadt Santiago de Chile fanden vom 21. bis 26. Oktober 2023 im Racquetball sieben Wettbewerbe statt. Austragungsort war das Racket Sports Center.
Neben den jeweiligen Einzel- und Doppelkonkurrenzen bei Männern und Frauen wurden je ein Mannschaftswettbewerb und ein Mixed-Doppel ausgetragen.

## Bilanz

### Medaillenspiegel
| Platz  | Land                       | Gold | Silber | Bronze | Gesamt |
| ------ | -------------------------- | ---- | ------ | ------ | ------ |
| 1      | Mexiko                     | 3    | 1      | 5      | 9      |
| 2      | Bolivien                   | 2    | 1      | 2      | 5      |
| 3      | Unabhängiges Athleten-Team | 1    | —      | 2      | 3      |
| 3      | Vereinigte Staaten         | 1    | —      | 2      | 3      |
| 5      | Argentinien                | —    | 3      | 1      | 4      |
| 6      | Kanada                     | —    | 2      | —      | 2      |
| 7      | Costa Rica                 | —    | —      | 2      | 2      |
| Gesamt | Gesamt                     | 7    | 7      | 14     | 28     |

### Medaillengewinner
| Disziplin        | Gold                                                    | Silber                                      | Bronze                                                           | Bronze                                                            |
| ---------------- | ------------------------------------------------------- | ------------------------------------------- | ---------------------------------------------------------------- | ----------------------------------------------------------------- |
| Herreneinzel     | Conrrado Moscoso                                        | Carlos Keller                               | Eduardo Portillo                                                 | Rodrigo Montoya                                                   |
| Herrendoppel     | Rodrigo Montoya Javier Mar                              | Samuel Murray Coby Iwaasa                   | Andrés Acuña Gabriel García                                      | Juan José Salvatierra Edwin Galicia                               |
| Dameneinzel      | Paola Longoria                                          | Montserrat Mejía                            | Maricruz Ortiz                                                   | María José Vargas                                                 |
| Damendoppel      | Gabriela Martínez María Renée Rodríguez                 | María José Vargas Natalia Méndez            | Alexandra Herrera Montserrat Mejía                               | Angélica Barrios Jenny Daza                                       |
| Mixed            | Adam Manilla Erika Manilla                              | Diego García María José Vargas              | Conrrado Moscoso Angélica Barrios                                | Eduardo Portillo Paola Longoria                                   |
| Herrenmannschaft | BolivienCarlos Keller Kadim Carrasco Conrrado Moscoso   | KanadaCoby Iwaasa Samuel Murray             | Vereinigte StaatenDaniel De La Rosa Alejandro Landa Adam Manilla | MexikoJavier Mar Rodrigo Montoya Eduardo Portillo                 |
| Damenmannschaft  | MexikoPaola Longoria Montserrat Mejía Alexandra Herrera | ArgentinienNatalia Méndez María José Vargas | Vereinigte StaatenErika Manilla Michelle Key                     | Unabhängiges Athleten-TeamGabriela Martínez María Renée Rodríguez |